# Žumberačka oaza
Žumberačka oaza odnosi se na krajnju sjeverozapadnu oazu novoštokavskog jekavskog dijalekta. Područje se dijeli na dva dijela: zapadni imaju izrazito novoštokavsku akcentuaciju, a istočniji stariju.

## Fonološke posebnosti
Refleks dugog jata jest jednosložan. Jotacije su izrazite, a izgubljeno je i [x]. Utjecaj susjeda (čakavci, kajkavci, rubni slovenski) izražen je.
Najzanimljiviji su [a] kao refleks poluglasa (malin), zadržavanje [l] na kraju riječi u nekim primjerima (anđel, mil), potvrde kao (obišni, rušnik, šenišni umjesto obični, ručni, pšenični...), [j] u riječima breja i mejaš, [ž] u, primjerice, svjedožba i dr.

## Gramatika i leksik
Padeži u množini arhaični su.
Česta je kratka množina (brki umjesto brkovi), u komparativu dolaze bržiji, rajši, slakši, brojevi veći od pet sklanjaju se (vas je sviju petiju teško predobiti), treće se lice u prezentu tvori drukčije: beredu, kupujedu.
Vidljiv je utjecaj njemačkog jezika (što je to za edan čoek/jednog čovjeka). U leksiku ima čakavizama i kajkavizama.
Govori su vrlo srodna porijekla iako su istočnožumberački bili udaljeniji od žarišta novoštokavskog akcentskog prenošenja.